# Petrusa decepta
Petrusa decepta är en insektsart som beskrevs av Caldwell och Martorell 1951. Petrusa decepta ingår i släktet Petrusa och familjen Flatidae. Inga underarter finns listade i Catalogue of Life.